# Горчаковы
Не путать с дворянским родом Горчаковы.
Горчако́вы (Горчаки, Перемышленские-Горчаковы) — русские княжеские рода, Рюриковичи.
Существуют два княжеских рода:
1. Представители карачевской ветви потомков великого князя Михаила Всеволодовича, происходящих от князей Перемышленских. После ликвидации великим князем литовским Витовтом Карачевского княжества, князь Семён Перемышленский в составе окружения князя Свидригайло выезжал из ВКЛ и в 1408–1409 годах находился на службе в Москве. После перехода в конце XV века Верховских княжеств под власть великого московского князя Ивана III Васильевича, род Горчаковых окончательно перешли на русскую службу. Вплоть до 2-й половины XVI века представители рода именовались Перемышльскими-Горчаковыми.
2. Потомки Ярославских князей, ветвь князей Морткины, однородцы князей Бельских, где родоначальником был князь Григорий Иванович Морткин-Горчак (середина — 2-я половина XVI века).

Род внесён в Бархатную книгу. При подаче документов для внесения рода в Бархатную книгу были представлены три родословные росписи: окольничим князем Борисом Васильевичем Горчаковым (18 мая 1686), князьями Петром и Семёном Горчаковыми (18 марта 1687) и князьями Лаврентием и Савелием Горчаковыми (12 февраля 1688), а также представлена царская жалованная грамота Ивану Фёдоровичу Горчакову Перемышльскому на г. Карачев (1537/38). Указ о внесении родословий Петра и Лаврентия Горчаковых в Бархатную книгу в главу Черниговских князей подписан 19 июля 1688. Родословие линии Петра Горчакова было внесено в Бархатную книгу ещё до указа (вероятно вскоре после подачи им родословной росписи), поскольку протеста со стороны окольничего князя Б. В. Горчакова не последовало.
Подобно другим потомкам Ольговичей, в качестве геральдической эмблемы использует герб Чернигова. Записан в V часть родословных книг Московской и Калужской губерний.
В Гербовник внесены фамилии князей Горчаковых и дворян Горчаковых.
Прозвище родоначальника княжеской фамилии «Горчак» может быть объяснено из названия рыбы «горчак» (от слова «горький») либо из названия растения, более известного ныне, как зубровка. Н. А. Баскаков допускает тюркское происхождение этого прозвища.

## Происхождение

### Родословие по А. А. Бобринскому
Сын российского великого князя Владимира Святославовича, крестившего русскую землю, посадил своего сына великого князя Ярослава Святославовича на Чернигов, и от него пошли князья Черниговские. У правнука этого великого князя Святослава, великого князя Михаила Всеволодовича Черниговского, был сын, князь Мстислав Карачевский, у которого, в свою очередь, был внук, князь Иван Козельский, от коего и пошли князья Горчаки.

#### Родословие по Бархатной книге
В Бархатной книге родоначальником Горчаковых указан князь Роман Иванович, (XV-е колено от Рюрика), то есть праправнук святого князя Михаила Черниговского. Его потомки были удельными князьями перемышльскими и козельскими. Никаких доказательств существования этой фигуры не обнаружено. Как справедливо указывает Г. А. Власьев
Если родословия [ряда других] фамилий не отличаются особенной точностью, то родословие князей Горчаковых, как оно изложено в Бархатной книге, должно быть признано положительно ошибочным. Первое, что бросается в глаза, это несоответственно большое количество поколений между родоначальником, жившим, надо полагать, в самом конце XIV века (9 поколений за 200 лет!), и второе — это явная неосведомлённость о своих предках, [в росписях] нет никаких разветвлений в поколениях, как будто бы за такой большой промежуток времени каждый член рода имел только одного сына, не более.

## Три ветви
До конца XVIII века род Горчаковых не относился к высшей аристократии. В допетровское время его представители служили в лучшем случае стольниками и воеводами, из их числа известен только один окольничий. По исследованию Г. А. Власьева, первую ветвь Горчаковых (единственную всё ещё существующую) составляют потомки князя Ивана Фёдоровича Горчака, наместника в Карачеве (1538), воевода в Ряжске (1563—1564).
- Сын его, князь Пётр Иванович Горчаков, строил на Урале город Пелым (1592), а через 2 года — Таборы на Тавде. Один из руководителей обороны Смоленска от поляков попал в плен (1611), где и умер.
  - Князь Дмитрий Петрович († 1642), сын предыдущего, воеводствовал на Чёрном Яру и у Дубенских застав.
    - Василий Дмитриевич, сын предыдущего, служил с братом Никитой патриаршим, затем царским стольником, воеводой в Самаре (1644—1647); от его сына, Фёдора Васильевича, происходят все Горчаковы новейшего времени.
    - Василий Андреевич, племянник Дмитрия Петровича (и двоюродный брат предыдущего), воевода в Царицыне (1643—1647), затем в Таре.
      - Его сын Борис Васильевич († 1695), с 1653 года упоминается как воевода (во Владимире, Нижнем Новгороде, Астрахани и других городах), закончил своё поприще в чине окольничего. Дочь и наследницу Анастасию выдал замуж за князя А. И. Волконского.

Вторая ветвь князей Горчаковых ведёт начало от дворянина московского князя Саввы Юрьевича. Из его потомства известен Савва Семёнович, стольник и воевода в Воронеже (1696). Сын его Фёдор Саввич, стольник и потом капитан (1740), оставил трёх дочерей. Последний представитель этой ветви, по имени Василий Сергеевич, жил также в первой половине XVIII века.
Третья ветвь князей Горчаковых ведёт начало от Данилы Ивановича, белёвского помещика, один из внуков которого, стольник и потом полковник Пётр Михайлович, был убит в Полтавском сражении. Он и его брат Роман умерли бездетными.

## Горчаковы XVIII—XIX вв

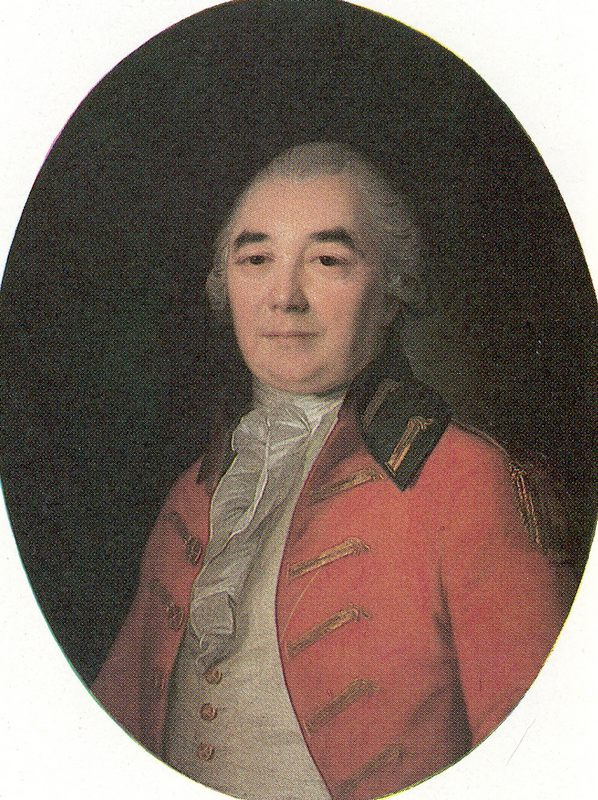
Князь А. И. Горчаков (1737—1805), дед канцлера

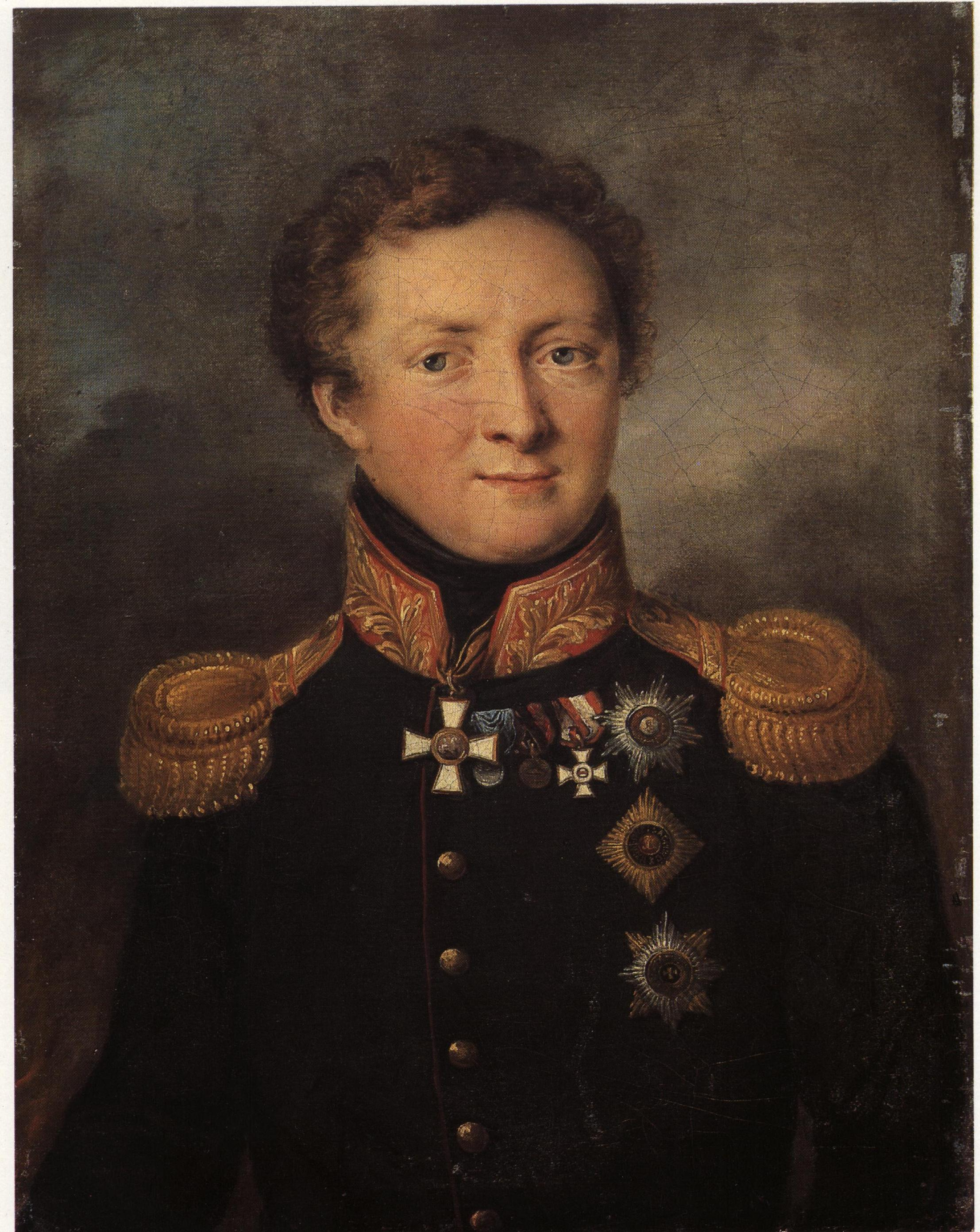
Князь А. И. Горчаков (1776—1855), племянник А. В. Суворова

Все Горчаковы новейшего времени происходят от стольника Фёдора Васильевича (1646—1699), сын Василия Дмитриевича, см. выше) и его жены Настасьи Фёдоровны, урождённой Баскаковой:
1. Князь Роман Фёдорович Горчаков (1689—177?), статский советник, женат на Марии Ивановне Траханиотовой.
  1. Иван Романович (1716—1801), генерал-поручик; женат на Анне Васильевне Суворовой, сестре князя Италийского.
    1. Алексей Иванович (1769—1817), генерал от инфантерии, военный министр (1812); женат на княжне Варваре Юрьевне Долгоруковой.
      1. Лидия Алексеевна (1807—26), жена графа Василия Алексеевича Бобринского, внука Екатерины II.

    2. Андрей Иванович (1776—1855), генерал от инфантерии, не имел детей в позднем браке со своей двоюродной племянницей, княжной Варварой Суворовой.
    3. Аграфена Ивановна (1768—1843), жена стихотворца графа Дмитрия Ивановича Хвостова.
2. Князь Иван Фёдорович Горчаков (1694—1750), подполковник, воевода в Суздале, младший брат князя Романа Фёдоровича; женат на княжне Татьяне Григорьевне Морткиной.
  1. Николай Иванович (1725—1811), секунд-майор, предводитель дворянства в Чернском уезде; женат на Екатерине Александровне Лукиной.
    1. Пелагея Николаевна (1762—1838), наследница имения Никольское-Вяземское, жена графа Ильи Андреевича Толстого, бабушка Льва Толстого.
    2. Наталья Николаевна, жена генерал-майора Леонтия Ивановича Депрерадовича.
    3. Василий Николаевич (1771-18??), генерал-майор, сослан в Сибирь за подделку векселей.
      1. Екатерина Васильевна, жена графа Льва Алексеевича Перовского.

  2. Павел Иванович (1730—1797), майор.
    1.       1. Николай Павлович (1830—1919), правнук предыдущего, генерал-майор.
        1. Его сын Николай Николаевич (1856—1919), полковник, расстрелян большевиками.

  3. Пётр Иванович (1722—после 1763), поручик Астраханского драгунского полка, владелец сельца Софонтьево.
    1. Дмитрий Петрович (1758—1824), писатель, автор комических опер; о потомстве см. ниже➤

  4. Алексей Иванович (1737—1805), коллежский асессор; женат на Анне Ивановне Пещуровой
    1. Михаил Алексеевич (1768—1831), генерал-майор; женат на баронессе Елене Васильевне Остен-Сакен (урождённая Ферзен)
      1. Светлейший князь Александр Михайлович (1798—1883), последний канцлер Российской империи; о потомстве см. ниже➤
      2. Анна (1792—18??), жена графа Л. И. Соллогуба
      3. Елена (1794—1854), жена князя Е. М. Кантакузена
      4. Елизавета (1800—1840), жена М. М. Обольянинова, бабушка графа Д. А. Олсуфьева.
      5. Софья (1802—1836), жена А. П. Хвощинского, бабушка симбирского губернатора В. Н. Акинфова

### Потомство Дмитрия Петровича

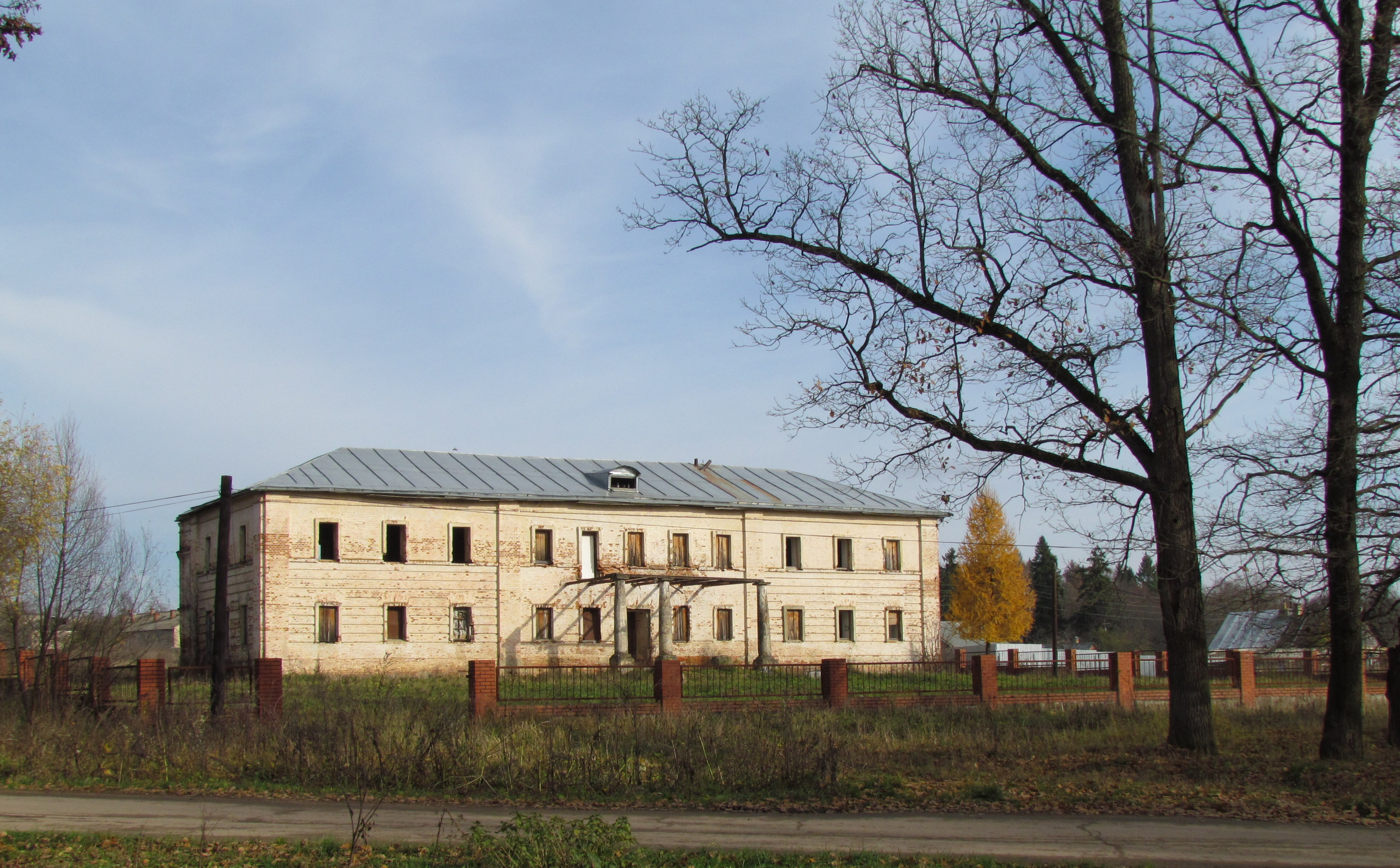
Одно из зданий усадьбы Горчаковых в с. Борятино

Князь Дмитрий Петрович Горчаков (1758—1824), костромской вице-губернатор, литератор; женат на Наталье Фёдоровне Боборыкиной.
1. Пётр Дмитриевич (1789—1868), генерал от инфантерии, генерал-губернатор Западной Сибири; женат на Наталье Дмитриевне Черевиной.
  1. Дмитрий (1831—1871), женат на кнж. Елизавете Александровне Львовой.
    1. Ольга, жена Д. Н. Свербеева-младшего.

  2. Евдокия, жена волынского губернатора П. Н. Клушина.
  3. Варвара, жена егермейстера С. С. Шереметева.
  4. Наталья, жена полковника А. Ф. Уварова.
  5. Ольга, жена В. Г. Безобразова; их внук поэт В. А. Комаровский.
2. Михаил Дмитриевич (1793—1861), генерал от артиллерии, наместник Царства Польского; женат на Агафоклее Николаевне Бахметевой.
  1. Николай (1823—1874), прозванный «волосатым князем».
  2. Варвара, жена В. Н. Панкратьева
  3. Наталья (30.05.1827—20.11.1889), фрейлина двора (1847), жена генерала А. Д. Столыпина, мать премьер-министра П. А. Столыпина.
  4. София, жена барона Е. Е. Стааля, посла в Великобритании.
  5. Ольга, жена барона Ф. К. Мейендорфа, мать политика А. Ф. Мейендорфа.
3. Сергей Дмитриевич (1794—1873), полковник, статский советник; женат на Анне Александровне Шереметевой; всё семейство выведено в первой повести Л. Толстого под именем князей Корнаковых.
  1. Елена Сергеевна (1824—1897), поэтесса.
  2. Дмитрий Сергеевич (1828—1907), шталмейстер, владелец и устроитель усадьбы Барятино; женат на Вере Ивановне Бек.
    1. Сергей Дмитриевич (1861—1927), вятский и калужский губернатор, действительный статский советник.

### Потомство Александра Михайловича

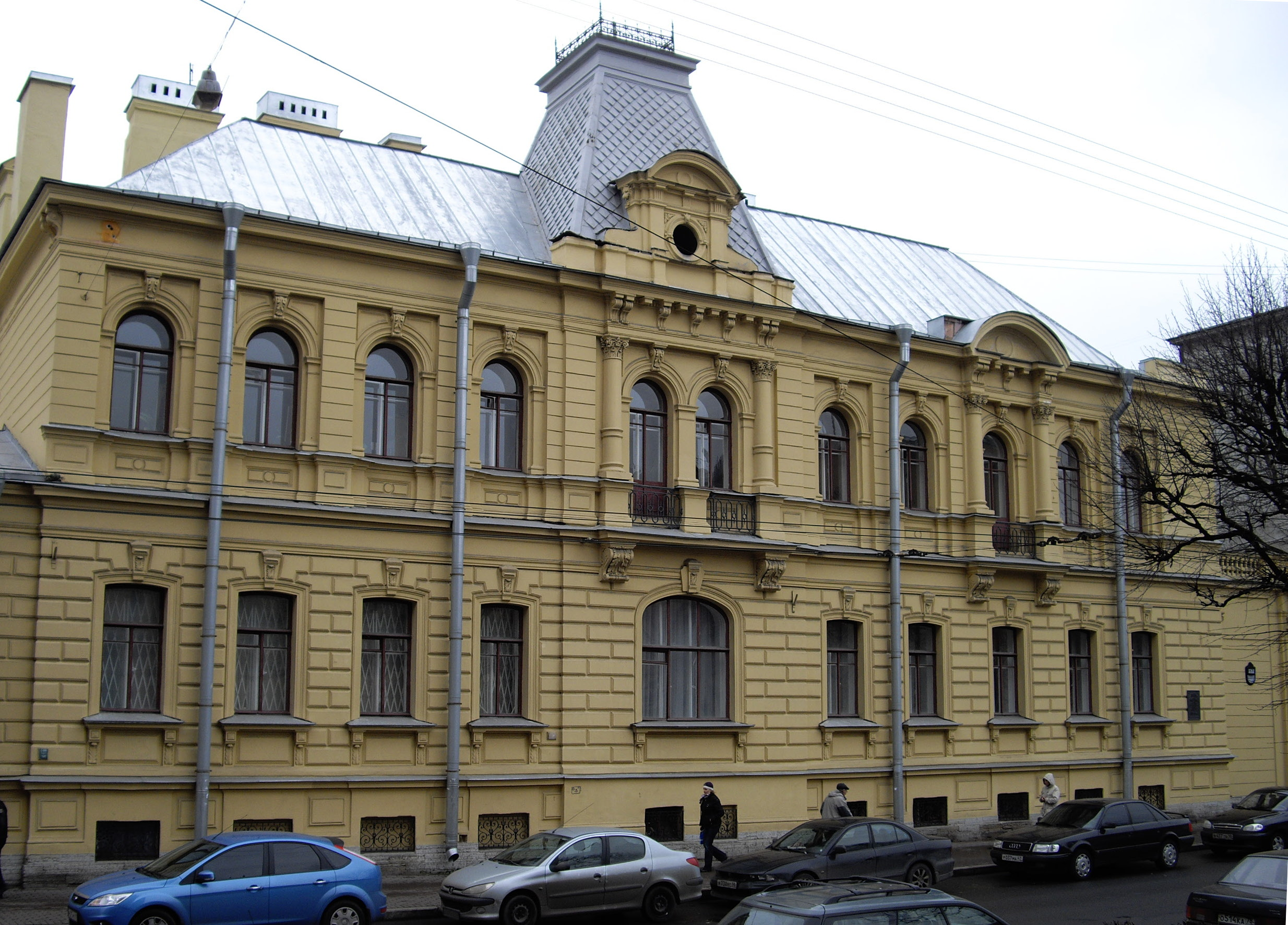
Дом князя Константина Горчакова на Большой Монетной, 17

Светлейший князь Александр Михайлович Горчаков (1798—1883), канцлер Российской империи, родоначальник светлейших князей Горчаковых; женат на кнж. Марии Александровне Урусовой, вдове графа И. А. Мусина-Пушкина.
1. Михаил Александрович (1839—1897), тайный советник, посол в Испании.
2. Константин Александрович (1841—1926), шталмейстер; женат на кнж. Марии Стурдзе, дочери молдавского господаря.
  1. Александр (1875—1916), переяславский уездный предводитель дворянства; женат на Дарье Михайловне Бибиковой.
    1. Михаил (1905—96), жил в Буэнос-Айресе с женой Ольгой Алексеевной, дочерью графа А. А. Орлова-Давыдова; у них 2 сына и 3 дочери, в том числе Софья Вырубова.
    2. Константин (1906—94), жил в Уругвае с женой Марией Александровной, урожд. Вырубовой; среди детей:
      1. Елена (род. 1935), жена графа Я. Дембинского.
      2. Наталья (1939—1992), жена барона Ф. Шелль фон Баушлотт.
      3. Татьяна (род. 1940), жена графа Ф. К. фон Шёнборна (разведены).
      4. Дарья (род. 1944), жена А. С. Кочубея.

  2. Борис (1879—1900).
  3. Михаил (1880—1961), женат на Наталье, дочери миллионера П. И. Харитоненко, наследнице усадьбы Натальевка.
  4. Мария, жена князя А. А. Кудашева.

## Критика
По мнению известного генеалога Г. А. Власьева, родословие князей Горчаковых представленное в Бархатной книге, является явно ошибочным и содержит неверное число поколений.
В поколенной росписи поданной в 1682 году в Палату родословных дел различались князья: род князей Черниговских, где указаны князья Горчаки (Горчаковы) и род происходящий от Масальских князей, где указаны князья Горчаки, происходящие от Карачевских и Козельских князей.
Сохранившиеся документы оставляют вопрос о происхождении Горчаковых открытым, так как ранние поколения по своей малозначительности упоминаются в источниках весьма эпизодически. Более того, в документах 1-й половины XVI века прозвище «Горчак» носят сразу несколько князей. Надеясь разрешить это затруднение, П. Н. Петров пытался выводить Горчаковых от ярославских князей Морткиных (чему, однако, противоречит расположение горчаковских вотчин в верховьях Оки, в частности, в Болховском уезде). Нельзя исключать, что все три основные ветви Горчаковых имеют совершенно разное происхождение.